# Termokromizem
Têrmokromízem je lastnost nekaterih snovi, ki pri spremembi temperature spremenijo barvo. Proces je obrnljiv (reverzibilen), zato se snovi pri ohlajanju povrne prvotna barva. Vzrok za to so spremembe molekulske ali kristalne strukture snovi. Primer tovrstne snovi je cinkov oksid (ZnO), ki pri segrevanju spremeni barvo iz bele v rumeno.
Praktični primeri uporabe termokromizma so npr. posebna barvila na otroških stekleničkah za preprečevanje opeklin pri pitju zaradi prevroče tekočine ter indikatorji napolnjenosti baterije.

## Mehanizmi delovanja
Trenutno obstajata dva pristopa za doseg termokromnega učinka, ki sta osnovana na tekočih kristalih in levko barvilih. Tekoči kristali so uporabljeni za natančno uporabo, saj se njihov odziv lahko priredi na določeno temperaturo, vendar je barvni razpon omejen zaradi samega principa delovanja. Levko barvila omogočajo širši barvni razpon, vendar je odziv na spremembo temperature relativno nenatančen.

### Tekoči kristali
Nekateri tekoči kristali lahko torej kažejo različno obarvanost pri različnih temperaturah. Sprememba je odvisna od selektivnega oddajanja svetlobe določenih valovnih dolžin od kristalne strukture materiala in se zaradi termičnega raztezanja kristalov spreminja od nizkotemperaturne kristalne faze preko anizotropne vijačne nematske faze do visokotemperaturne izotropne tekoče faze. Samo nematska mezofaza ima termokromne lastnosti, kar omejuje temperaturni razpon delovanja. Barve se s segrevanjem spreminjajo od rdeče preko zelene do modre, in obratno z ohlajanjem. Primera takih materialov so holesterol nanoati in cianobifenili.
Praktična uporaba tovrstnih kristalov je primerna za termometre v sobi, hladilniku, akvariju in za medicinsko uporabo ter za indikatorje ravni propana v tankih.

### Levko barvila
Molekule levko barvil imajo lastnost, da so pri eni obliki oz. formi brezbarvne, pri drugi pa oddajajo barvno svetlobo. Večina levko barvil je sestavljena iz treh komponent, in sicer iz kromogena, ki daje barvo, razvijalca, ki daje (donira) protone in s tem omogoča razvijanje barve, ter organskega topila, ki uravnava agregatno stanje.
Primer uporabe levko barvil je bivša linija oblačil Hypercolor. Na tkanino oblačila sta bili naneseni dve vrsti barvil, in sicer normalna, tovarniška barva, ki je vedno ostala iste barve, ter levko barva, ki je bila zaprta v mikrokapsulah s prozornim ovojem, vezanih na vlakna tkanine. V tem primeru je bila vsebina v mikrokapsulah sestavljena iz barvila kristal vijolični lakton, benzotriazola (šibka kislina), ter kvartarne amonijeve soli miristilamonijevega oleata (maščobna kislina), raztopljene v dodekanolu. Pri nižjih temperaturah je bila mešanica v trdnem stanju, šibka kislina pa je tvorila barvni kompleks z levko barvilom, saj je prekinjala laktonski obroč. Pri porastu temperature je topilo prešlo v tekočo fazo, sol pa je disociirala in reverzibilno reagirala s šibko kislino, zaradi česar je pH vrednost porasla. To je privedlo do zaprtja laktonskega obroča, s tem pa je barvilo prešlo v svojo brezbarvno obliko. Mehanizem vključuje tako poleg očitnega posrednega termokromizma še halokromizem, ki sloni na spremembi pH vrednosti.
Glede na to, da je temperaturni odziv slabši, je praktična uporaba levko barvil uporabna za primere splošne indikacije temperaturne, npr. »prehladno, primerno in pretoplo« pri vodnih igračah in otroških dudah.